# Сентайм
Сента́йм (фр. Sentheim) — коммуна на северо-востоке Франции в регионе Гранд-Эст (бывший Эльзас — Шампань — Арденны — Лотарингия), департамент Верхний Рейн, округ Тан — Гебвиллер, кантон Мазво. До марта 2015 года коммуна в составе кантона Мазво административно входила в округ Тан.
Площадь коммуны — 6,18 км², население — 1478 человек (2006) с тенденцией к росту: 1669 человек (2012), плотность населения — 270,1 чел/км².

## Население
Численность населения коммуны в 2011 году составляла 1663 человека, а в 2012 году — 1669 человек.
| 1962 | 1968 | 1975 | 1982 | 1990 | 1999 | 2005 | 2006 | 2008 | 2010 | 2011 | 2012 |
| ---- | ---- | ---- | ---- | ---- | ---- | ---- | ---- | ---- | ---- | ---- | ---- |
| 936  | 1018 | 927  | 1042 | 1162 | 1378 | 1477 | 1478 | 1565 | 1596 | 1663 | 1669 |

Динамика населения:

## Экономика
В 2010 году из 1025 человек трудоспособного возраста (от 15 до 64 лет) 722 были экономически активными, 303 — неактивными (показатель активности 70,4 %, в 1999 году — 74,0 %). Из 722 активных трудоспособных жителей работали 656 человек (366 мужчин и 290 женщин), 66 числились безработными (35 мужчин и 31 женщина). Среди 303 трудоспособных неактивных граждан 97 были учениками либо студентами, 106 — пенсионерами, а ещё 100 — были неактивны в силу других причин.
На протяжении 2011 года в коммуне числилось 590 облагаемых налогом домохозяйств, в которых проживало 1521,5 человек. При этом медиана доходов составила 21543 евро на одного налогоплательщика.

## Достопримечательности (фотогалерея)

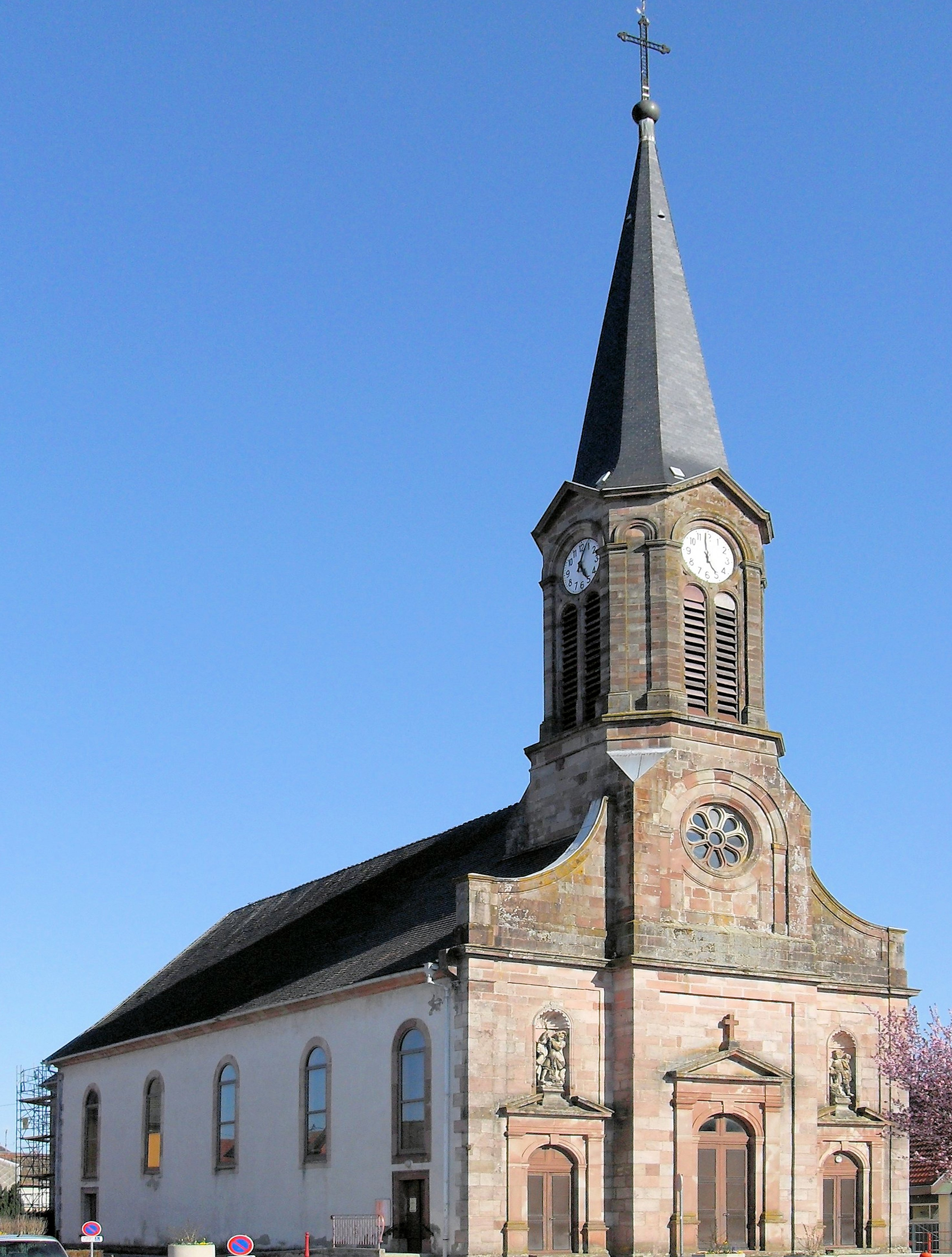
Церковь